# Mazinghien Communal Cemetery
Mazinghien Communal Cemetery is een Britse militaire begraafplaats gelegen in de Franse plaats Mazinghien (Noorderdepartement). De begraafplaats wordt onderhouden door de Commonwealth War Graves Commission.
De begraafplaats telt 24 geïdentificeerde graven waarvan 23 Gemenebest graven uit de Eerste Wereldoorlog en een overig graf uit de Eerste Wereldoorlog.